# Staakow (Schenkendöbern)
Staakow (niedersorbisch  Stoki) ist ein Ortsteil der Gemeinde Schenkendöbern im Landkreis Spree-Neiße in Brandenburg. 

## Geografie und Verkehrsanbindung
Staakow liegt in der Niederlausitz an der am nördlichen Ortsrand verlaufenden Bundesstraße 320. Benachbarte Orte sind Leeskow in der Gemeinde Jamlitz im Landkreis Dahme-Spreewald im Norden, Reicherskreuz im Nordosten, Pinnow im Osten, Bärenklau und das zu Tauer gehörende Schönhöhe im Südosten, Tauer und Turnow-Preilack im Süden sowie Jamlitz im Landkreis Dahme-Spreewald im Westen.

## Sehenswürdigkeiten

### Naturschutzgebiete
Nördlich und östlich von Staakow erstreckt sich das 2809,03 ha große Naturschutzgebiet Reicherskreuzer Heide und Schwansee.
(siehe auch Liste der Naturschutzgebiete in Brandenburg)